# Резолюция Генеральной Ассамблеи ООН 273
Резолюция Генеральной Ассамблеи ООН 273 была принята 11 мая 1949 года в ходе второй части третьей сессии Генеральной Ассамблеи ООН о принятии Государства Израиль в члены Организации Объединенных Наций. Она была принята после утверждения резолюции 69 Совета Безопасности ООН 4 марта 1949 года.
Резолюция принята необходимым большинством в две трети голосов, при этом в Генеральной Ассамблее 37 голосов было отдано «за», при 12 «против» и 9 воздержавшихся.

## Дебаты и дискуссии
В ходе дебатов по резолюции ООН 273 в 1949 году о приеме Израиля в ООН представитель Израиля Абба Эбан пообещал, что государство выполнит свои обязательства по резолюции 181 и резолюции 194.

Представитель Сальвадора спросил:
Я хотел бы спросить представителя Израиля, уполномочен ли он своим правительством заверить Комитет в том, что государство Израиль сделает всё, что в его силах, для сотрудничества с Организацией Объединённых Наций в целях введения в действие резолюции Генеральной Ассамблеи от 29 ноября 1947 года об интернационализации города Иерусалим и окрестностей  резолюции Генеральной Ассамблеи от 11 декабря 1948 года о репатриации беженцев.

Эбан ответил:
Я могу дать безоговорочный положительный ответ на второй вопрос относительно того, будем ли мы сотрудничать с органами Организации Объединённых Наций всеми имеющимися в нашем распоряжении средствами для выполнения резолюции, касающейся беженцев.

## Результаты голосования
Результат голосования был следующим:
За
Аргентина, Австралия, Боливия, Белорусская ССР, Канада, Чили, Китай, Колумбия, Коста-Рика, Куба, Чехословакия, Доминиканская Республика, Эквадор, Франция, Гватемала, Гаити, Гондурас, Исландия, Либерия, Люксембург, Мексика, Нидерланды, Новая Зеландия, Никарагуа, Норвегия, Панама, Парагвай, Перу, Филиппины, Польша, Южная Африка, Украинская ССР, СССР, США, Уругвай, Венесуэла, Югославия.
Против
Афганистан, Бирма, Египет, Эфиопия, Индия, Иран, Ирак, Ливан, Пакистан, Саудовская Аравия, Сирия, Йемен.
Воздержались
Бельгия, Бразилия, Дания, Сальвадор, Греция, Сиам, Швеция, Турция, Великобритания.